# Котляров, Макар Корнеевич
Мака́р Корне́евич Котляро́в (1874 — после 1917) — крестьянин, член IV Государственной думы от Воронежской губернии.

## Биография
Православный, крестьянин хутора Колбинска Евстратовской волости Острогожского уезда.
Окончил земскую школу. Занимался земледелием (24 десятины), владел сапожным ремеслом. В течение девяти лет был учетчиком волостного старшины, восемь лет — сельским писарем, три года — кандидатом волостного старшины и, наконец, в 1910—1912 годах — волостным старшиной. Был членом Союза 17 октября.
В 1912 году был избран в члены Государственной думы от Воронежской губернии съездом уполномоченных от волостей. Входил во фракцию октябристов, после её раскола — в группу земцев-октябристов. Состоял членом комиссий: земельной и по делам православной церкви. После Февральской революции Временный комитет Государственной думы предполагал командировать Котлярова в Острогожский уезд.
Судьба после 1917 года неизвестна.